# Красный Маныч (Калмыкия)
Красный Маныч — посёлок (сельского типа) в Яшалтинском районе Калмыкии, в составе Багатугтунского сельского муниципального образования.
Население — 172 человек (2010)

## История
Дата основания населённого пункта не установлена. Впервые отмечен на карте РККА 1940 года
В годы Великой Отечественной войны Красный Маныч, как и другие населённые пункты района, был кратковременно оккупирован (освобождено в январе 1943 года). 28 декабря 1943 года калмыцкое население было депортировано. Посёлок, как и другие населённые пункты Яшалтинского улуса Калмыцкой АССР, был передан в состав Ростовской области (возвращён Калмыкии в 1957 году). К 1989 году население посёлка составило около 360 человек.
Глубокий финансово-экономический кризис 1990-х привёл к снижению объёмов сельскохозяйственного производства и резкому сокращению численности населения посёлка.

## Физико-географическая характеристика
Посёлок расположен на северо-западе Яшалтинского района, в границах Кумо-Манычской впадины, к югу от Пролетарского водохранилища, на высоте 25 м над уровнем моря. Рельеф местности равнинный. В окрестностях посёлка распространены чернозёмы маломощные малогумусные и темнокаштановые почвы различного гранулометрического состава.
По автомобильной дороге расстояние до столицы Калмыкии города Элиста составляет 200 км, до районного центра села Яшалта — 27 км, до административного центра сельского поселения посёлка Бага-Тугтун — 13 км. С районным центром посёлок связан автодорогой местного значения Красный Маныч — Яшалта.
Согласно классификации климатов Кёппена-Гейгера посёлок находится в зоне континентального климата с относительно холодной зимой и жарким летом (индекс Dfa). Среднегодовая норма осадков — 439 мм, наибольшее количество осадков выпадает в июне — 49 мм, наименьшее в марте — по 27 мм.
Часовой пояс
Красный Маныч, как и вся Республика Калмыкия, находится в часовой зоне МСК (московское время). Смещение применяемого времени относительно UTC составляет +3:00.

## Население
| 2002 | 2010 |
| ---- | ---- |
| 240  | ↘172 |

Национальный состав
Согласно результатам переписи 2002 года большинство населения посёлка составляли русские (66 %)

## Социальная инфраструктура
Медицинское обслуживание жителей посёлка обеспечивают фельдшерско-акушерский пункт и Яшалтинская центральная районная больница. Ближайшее отделение скорой медицинской помощи расположено в селе Яшалта. Основное общее образование жители посёлка получают в Красноманычской основной общеобразовательной школе, среднее общее в Бага-Тугтунской средней общеобразовательной школе.
Посёлок электрифицирован, но не газифицирован. Действует водопровод, однако система централизованного водоотведения отсутствует.